# Trehalose
Trehalose (fra tyrkisk tıgala – et sukker afledt af insekt kokoner + -ose) er et kulhydrat, der består af to glukosemolekyleer. Det kaldes også mykose eller tremalose. Nogle bakterier, svampe, planter og hvirveldyr benytter det som energikilde og for at overleve nedfrysning og vandmangel.
Trehalose blev opdaget i 1832 af H.A.L. Wiggers i rug, og i 1859 isolerede Marcellin Berthelot det fra Trehala manna, et stof fremstillet af snudebiller og gav det navnet.
Ekstraktion af trehalose var tidligere en meget vanskelig og dyr proces, men omkring år 2000 opdagede det japanske firma Hayashibara i Okayama en billig ekstrationsteknologi fra stivelse. Trehalose har stor vandretentionsevne, og det bruges i fødevarer, kosmetik og som lægemiddel. En procedure udviklet i 2017 benytter trehalose til opbevaring af sæd ved stuetemperatur.